# Bärnkopf (Gaaler Tauern)
Der Bärnkopf ist ein 1914 m ü. A. hoher Berg in der Obersteiermark, der zu den Seckauer Tauern gehört und in der Gemeinde Pölstal liegt. Der Gipfel liegt westlich des Kesselecks und östlich des Gießhübls.